# ستوبيندميس
الستوپيندميس (Stupendemys) هو جنس منقرض من سلاحف المياه العذبة، تم اكتشاف حفرياته في شمال أمريكا الجنوبية، في صخور يعود تاريخها من الميوسين المتأخر إلى بداية البليوسين، منذ حوالي 5 إلى 6 ملايين سنة مضت.
بلغ طول درع الستوپيندميس 1.80 متر (5.9 قدم) وكان أيضًا عريض جدًا، وقُدر اجمالي طول الدرع بأكثر من 3.3 متر (11 قدم)، كانت أكبر سلحفاة عاشت على الإطلاق وتجاوزت حجم الأركلون، أكبر سلحفاة مياة عذبة تعيش في المناطق شبه المدارية اليوم هي طفاشة متوسعة وهي سلحفاة جانبية الرقبة ترتبط بصلة قرابة قريبة مع الستوپيندميس، ولكن سلحفاة الـ Arrau turtle يبلغ طولها 75 سنتيمتر فقط.